# Олимпия (баскетбольный клуб, Милан)
«Олимпия Милан» (итал. Pallacanestro Olimpia Milano) — итальянский баскетбольный клуб из города Милан.

## История
Своё начало коллектив берёт в 1936 году, когда была создана команда итальянским бизнесменом Адольфо Богонцелли, В первом чемпионате итальянской баскетбольной лиги «Олимпия» выиграла первый титул чемпиона. 
В 1966 году «Милан» впервые побеждает в Кубке европейских чемпионов, в финале переиграв чехословацкий «Спартак» Брно. В следующем сезоне «Милан» в финале отдал трофей «Реалу» Мадрид. В 70-х годах команда три раза выиграла Кубка Кубков. В 1980-е «Милан» выиграл два Кубка европейских чемпионов.
В 1988 году в команде появляется новый спонсор «Филипс», с его приходом команда перестала побеждать на национальной и международной арене. Единственным запоминающим успехом стала победа в Кубке Корача в 1993 году, после этого «Олимпия» смогла только один раз выиграть Чемпионат и Кубок Италии в 1996 году.

## Титулы
- Кубок европейских чемпионов (3 раза): 1966, 1987, 1988
- Чемпион Италии (31 раз): 1936, 1937, 1938, 1939, 1950, 1951, 1952, 1953, 1954, 1957, 1958, 1959, 1960, 1962, 1963, 1965, 1966, 1967, 1972, 1982, 1985, 1986, 1987, 1989, 1996, 2014, 2016, 2018, 2022, 2023, 2024
- Кубок Италии (7 раз): 1972, 1986, 1987, 1996, 2016, 2021, 2022
- Суперкубок Италии (4 раза): 2016, 2017, 2018, 2020
- Кубок обладателей кубков (3 раза): 1971, 1972, 1976
- Кубок Корача (2 раза): 1985, 1993
- Межконтинентальный кубок: 1987

## Спонсоры
- 2017—н. в. — AX Armani Exchange
- 2011—2017 — EA7 Emporio Armani
- 2004—2011 — Armani Jeans
- 2003—2004 — Breil
- 2002—2003 — Pippo
- 1999—2002 — Adecco
- 1998—1999 — Sony
- 1994—1998 — Stefanel
- 1993—1994 — Recoaro
- 1988—1993 — Philips
- 1986—1988 — Tracer
- 1983—1986 — Simac
- 1978—1983 — Billy
- 1975—1978 — Cinzano
- 1973—1975 — Innocenti
- 1955—1973 — Simmenthal
- 1936—1955 — Borletti

## Знаменитые игроки
- Деян Бодирога
- Билл Брэдли
- Майк Д’Энтони
- Джо Бэрри
Кэрролл
- Александр Джорджевич
- Георгис Калаитис
- Боб Макадо
- Дино Менегин
- Жан Табак
- Грегор Фучка

## Матчи против команд НБА
| 23 октября 1987 |  | Милан | 111:123 | Милуоки Бакс | UW–Milwaukee Panther Arena, Милуоки |

| 3 октября 2010 |  | Милан | 113:125 | Нью-Йорк Никс | Форум ди Асаго, Милан |

| 7 октября 2012 |  | Милан | 75:105 | Бостон Селтикс | Форум ди Асаго, Милан |

| 6 октября 2015 |  | Милан | 91:124 | Бостон Селтикс | Форум ди Асаго, Милан |